# Na samym dnie (książka)

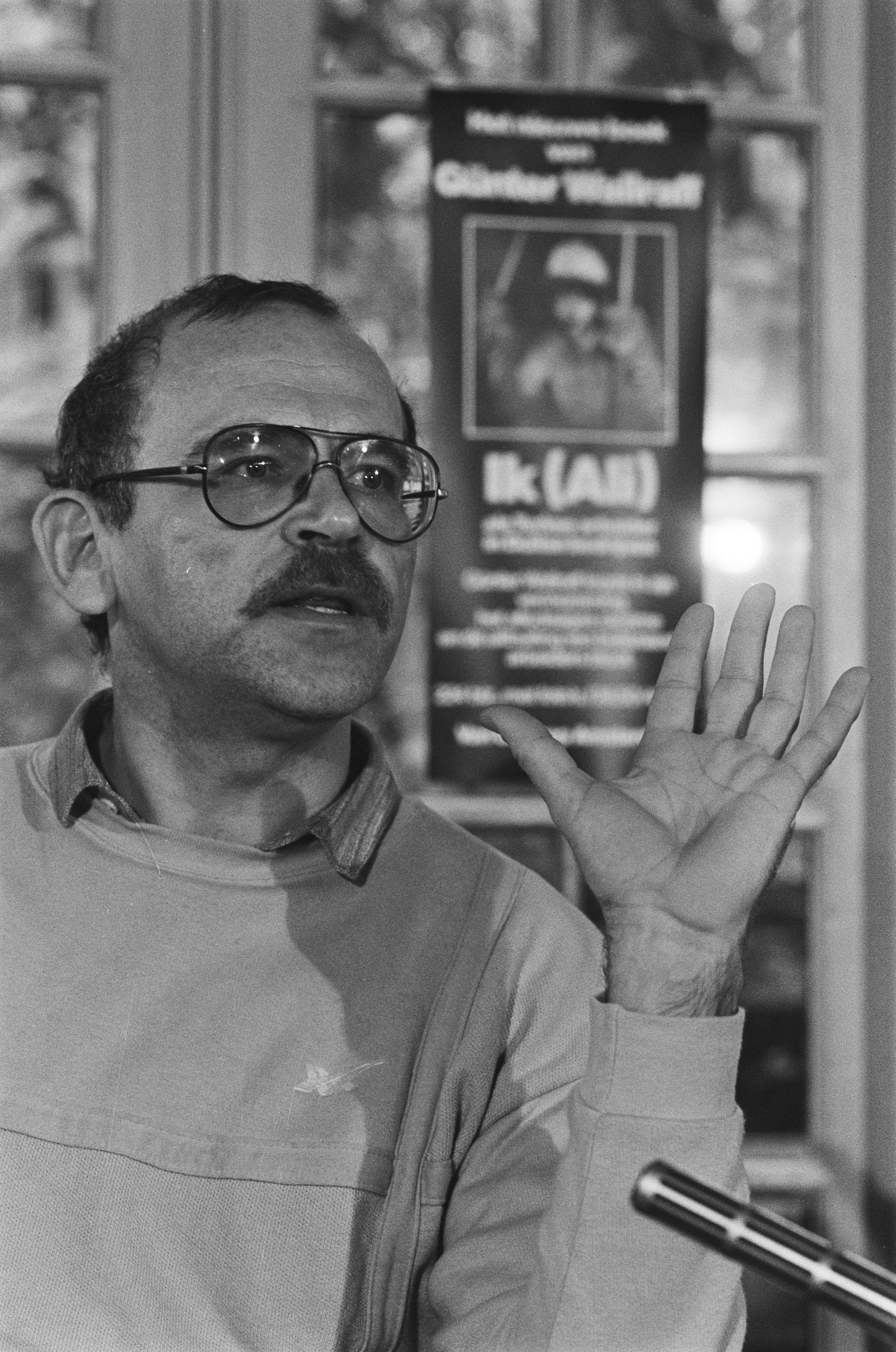
Günter Walraff w Amsterdamie, 1985

Na samym dnie (niem. Ganz unten) – książka non-fiction Güntera Wallraffa o sytuacji tureckich gastarbeiterów w Niemczech w latach 80. XX wieku, traktująca o łamaniu praw człowieka i ksenofobii, przedstawiająca doświadczenia Wallraffa, który dla potrzeb książki wcielił się w tureckiego pracownika i pod przybranym nazwiskiem pracował w różnych firmach na terenie Niemiec. Rok po wydaniu książki w 1985 roku powstał film dokumentalny w reżyserii Jörga Gfrörera.
Na samym dnie sprzedała się w Niemczech w liczbie 5 milionów egzemplarzy i została przetłumaczona na 38 języków. W Polsce książka ukazała się po raz pierwszy w 1988 roku w przekładzie Ryszarda Turczyna.

## Opis
Wallraff reprezentuje nurt tzw. „dziennikarstwa uczestniczącego” i aby opisać pewne zjawiska zbiera własne doświadczenia pod przybraniem. O problemach obcokrajowców w dzielnicy Kolonii Ehrenfeld, gdzie mieszkał, wypowiadał się w filmie Knoblauch, Kölsch und Edelweiß w 1981 roku, krytykując brak dialogu pomiędzy Niemcami a imigrantami.
Dla potrzeb książki przez dwa lata wcielał się w postać tureckiego gastarbeitera o imieniu „Ali Levent Sinirlioğlu”. Tureccy przyjaciele taksówkarz Levent Sinirlioğlu i pracownik socjalny Levent Direkoglu użyczyli mu tożsamości. W 1983 roku umieścił w prasie ogłoszenie o treści: „Obcokrajowiec, silny, szuka pracy, cokolwiek, także najcięższa i brudna praca, także za niskim wynagrodzeniem.”. Jako „Ali” pracował poprzez agencję pracy tymczasowej dla różnych firm na terenie Niemiec, m.in. w barach sieci McDonald’s i zakładach metalurgicznych ThyssenKrupp w Duisburgu, za wynagrodzeniem testował na sobie leki. Na podstawie tych doświadczeń opisał katastrofalne warunki, w których pracowali obcokrajowcy i notoryczne łamanie ich praw pracowniczych poprzez pracodawców, m.in. brak odzieży ochronnej, kilkunastogodzinne dni pracy za najniższym wynagrodzeniem, natychmiastowe zwolnienia w przypadku niestawienia się do pracy z powodu choroby, a także ksenofobiczne zachowanie niemieckich przełożonych i współpracowników. Wallraffowi firmy wytoczyły procesy i domagały się zakazu sprzedaży książki, żądania te zostały odrzucone przez sąd.
Książka Wallraffa wywołała publiczne dyskusje na temat polityki integracyjnej Niemiec i ksenofobii. Władze niemieckie podjęły natychmiastowe działania – prokuratura rozpoczęła śledztwa w sprawie opisanych sytuacji, działalność agencji pracy tymczasowej została prawnie ograniczona, Thyssen zatrudnił wielu pracowników na stałe, poprawiono bezpieczeństwo i warunki pracy obcokrajowców, a w sieci McDonald’s powstały rady pracowników.

## Prawa autorskie
W pracy nad książką Wallraffowi pomagał dziennikarz Uwe Herzog, który według własnych szacunków z 1987 roku miał napisać ok. 28 z 256 stron książki na podstawie własnych badań. W 2012 roku w wywiadzie dla Welt am Sonntag Herzog przedstawił się jako ghostwriter Wallraffa odpowiedzialny za napisanie 40 stron książki. Za swoją pracę Herzog otrzymał od Wallraffa 100 tys. marek.

## Film
W 1986 roku powstał film dokumentalny w reżyserii Jörga Gfrörera Günter Wallraff – Ganz unten, oparty na scenach nakręconych przez Wallraffa – Alego ukrytą kamerą. Premiera filmu miała miejsce 20 lutego 1986 roku podczas Berlinale. Jego emisja w telewizji publicznej ARD miała zostać wstrzymana po interwencji firmy Thyssen, a telewizyjna premiera filmu odbyła się w kanale regionalnym Bremy.